# Grindhouse: Death Proof
Grindhouse: Death Proof (ang. Death Proof) – amerykański film fabularny powstały w 2007 roku w reżyserii i oparciu o scenariusz Quentina Tarantino. Jest to segment dylogii Grindhouse, w Polsce wydany jako pierwszy (drugim filmem jest Planet Terror).
Światowa premiera Death Proof odbyła się 22 maja 2007 r. podczas Festiwalu Filmowego w Cannes. Premiera polska miała miejsce niespełna dwa miesiące później – 20 lipca.
Projekt Tarantino powstał jako hołd złożony samochodom typu muscle car (takim podróżuje filmowy antagonista kreowany przez Kurta Russella) oraz popularnym w latach 70. XX wieku nurtom horroru exploitation i slasher, jak i innym produkcjom klasy B, a także kinom grindhouse’owym, gdzie je emitowano.

## Opis fabuły
Popularna didżejka radiowa o pseudonimie Jungle Julia wybiera się wraz z przyjaciółkami Arlene i Shanną do domku letniskowego jednej z dziewcząt. Zatrzymują się w przydrożnym barze o nazwie Texas Chili Parlor, gdzie mają okazję poznać Kaskadera Mike’a – oszpeconego mężczyznę podróżującego czarnym chevroletem novą z 1970 r. Ten okazuje się być niebezpiecznym psychopatą, który morduje swoje ofiary rozjeżdżając je superszybkim, „śmiercioodpornym” (ang. death proof) autem. Jako pierwsza przekonuje się o tym Pam, piękna blondynka, która – bez zastanowienia – prosi nieznajomego Mike’a o podwiezienie. Po zabiciu Pam, Mike wyrusza w ślad za upatrzonymi w barze przyjaciółkami.
Czternaście miesięcy później, po opuszczeniu szpitala, czarny charakter przenosi się z Teksasu do Lebanonu w stanie Tennessee. Na swoje następne ofiary obiera grupkę młodych dziewcząt: Kim, Abernathy, Lee i Zoë. Na wiejskiej drodze dochodzi do pościgu i starcia pomiędzy samochodem bohaterek a wozem Mike’a, gotowego do eksterminacji kolejnych niewinnych kobiet. Skutki prowokacji antybohatera okażą się jednak zaskakujące.

## Obsada
- Kurt Russell – Kaskader Mike
- Zoë Bell – Zoë Bell
- Rosario Dawson – Abernathy Ross
- Vanessa Ferlito – Arlene
- Sydney Tamiia Poitier – „Jungle” Julia Lucai
- Tracie Thoms – Kim Mathis
- Rose McGowan – Pam
- Jordan Ladd – Shanna
- Mary Elizabeth Winstead – Lee Montgomery
- Quentin Tarantino – Warren
- Marcy Harriell – Marcy
- Eli Roth – Dov
- Omar Doom – Nate
- Michael Bacall – Omar
- Monica Staggs – Lanna Frank
- Jonathan Loughran – Jasper
- Marta Mendoza – Sonia, punkowa dziewczyna
- Tim Murphy – Tim, barman
- Melissa Arcaro – Venus Envy
- Marley Shelton – Doktor Dakota Block-McGraw
- Nicky Katt – Sprzedawca
- Kelley Robins – Laquanda
- Michael Parks – Earl McGraw
- James Parks – Edgar McGraw

## Historia
Film powstał z fascynacji Quentina Tarantino kaskaderstwem.

## Festiwale filmowe
Film zaprezentowano podczas następujących festiwali filmowych (wybór):
- 2007: Francja – Międzynarodowy Festiwal Filmowy w Cannes
- 2007: Czechy – Międzynarodowy Festiwal Filmowy w Karlowych Warach
- 2007: Chorwacja – Vukovar Film Festival
- 2007: Brazylia – Rio de Janeiro International Film Festival)
- 2007: Brazylia – São Paulo International Film Festival

## Nagrody i wyróżnienia
- 2007, Międzynarodowy Festiwal Filmowy w Cannes:
  - nominacja do Złotej Palmy
- 2008, Academy of Science Fiction, Fantasy & Horror Films, USA:
  - nominacja do nagrody Saturna w kategorii najlepsze wydanie specjalne DVD (wyd. Grindhouse Presentation: Extended & Unrated)
- 2008, Empire Awards, UK:
  - nominacja do nagrody Empire w kategorii najlepszy horror